# Півники солелюбні
Пі́вники солелю́бні (Iris halophila) — багаторічна рослина родини півникових. В Україні регіонально рідкісний вид. Малопоширена декоративна культура.

## Опис

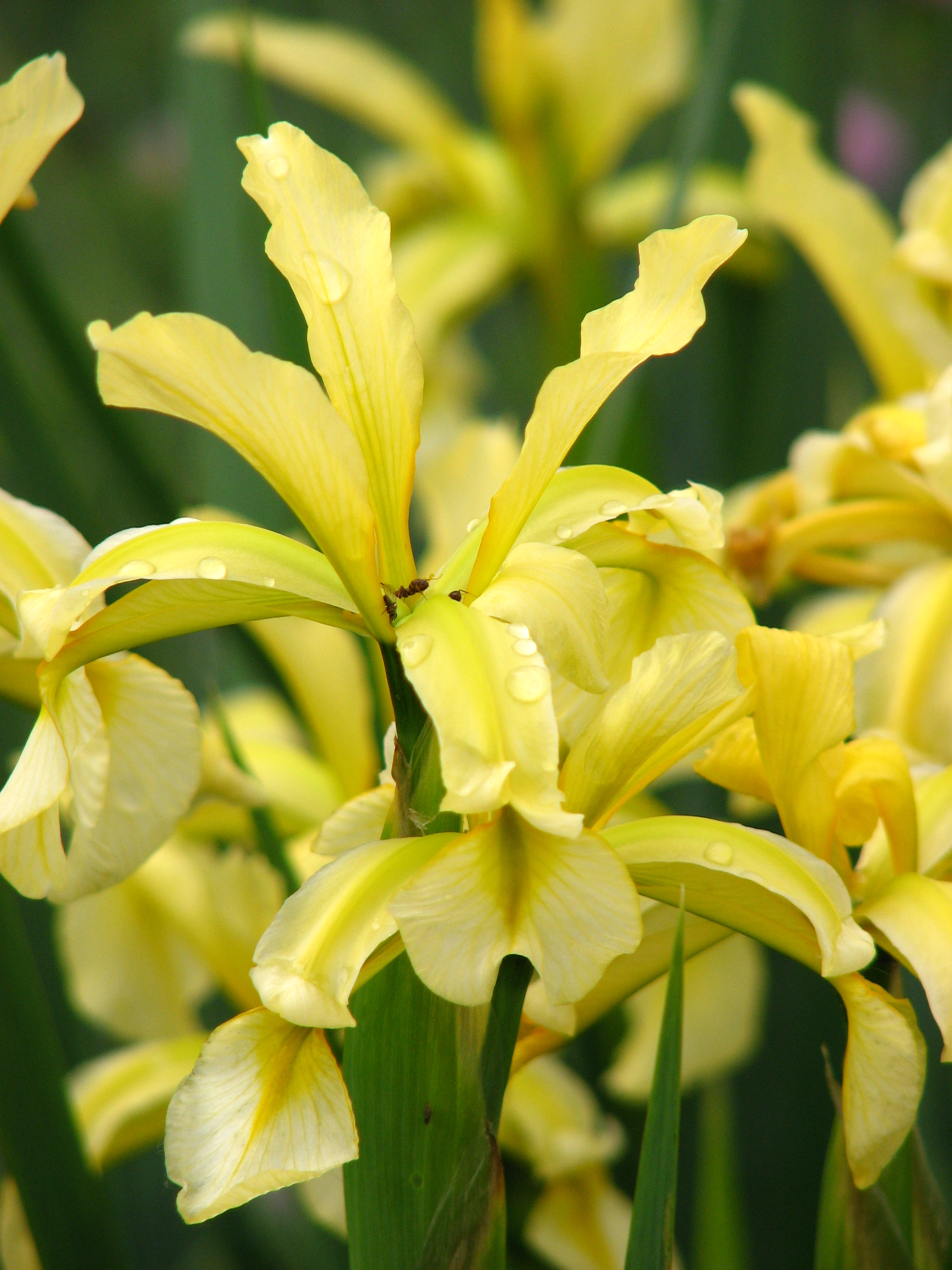

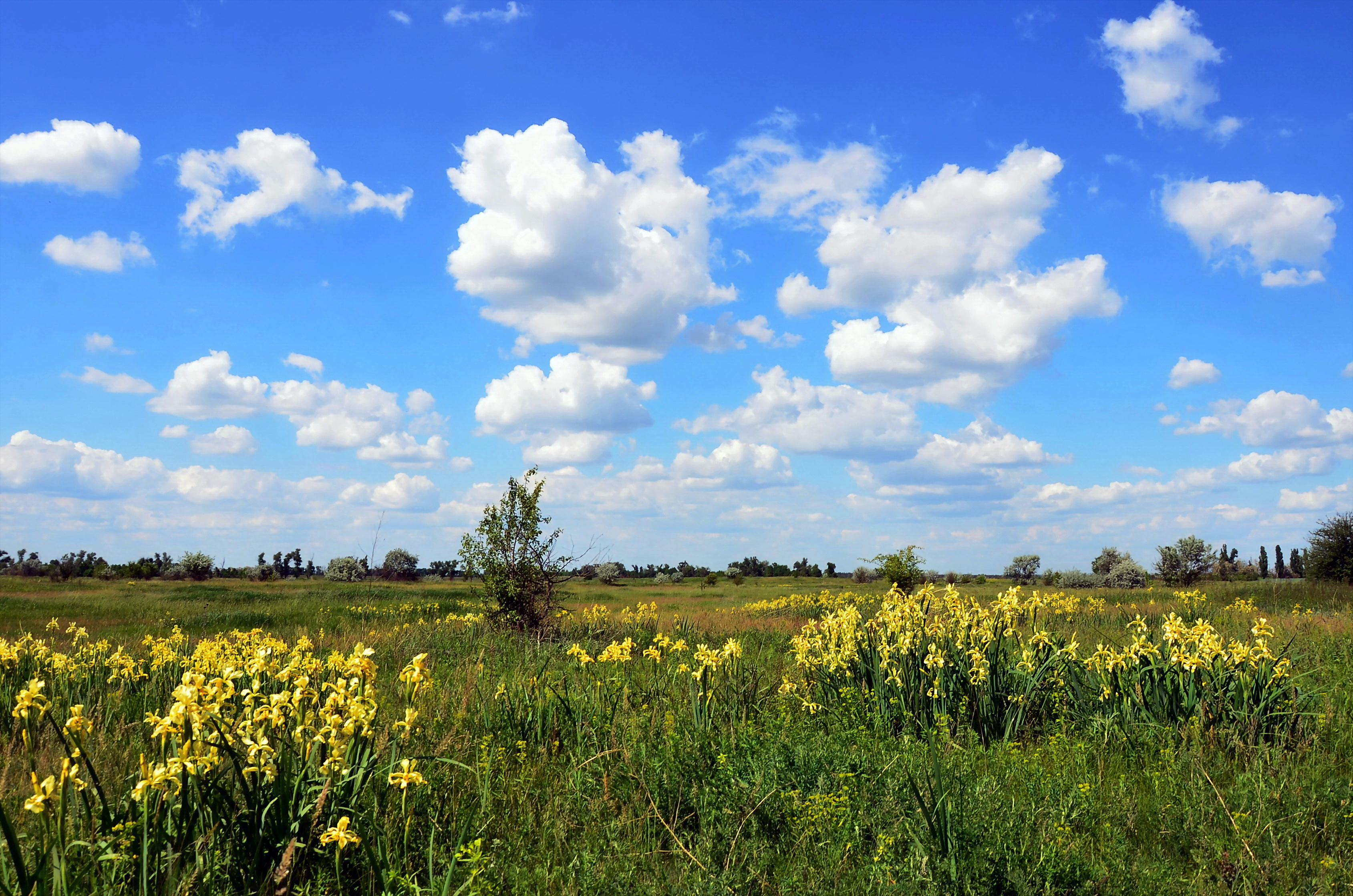
Півники солелюбні (Iris halophila) на берегах Орілі

Трав'яниста рослина 50-100 см заввишки. Кореневище пурпурово-коричневе, сланке, розгалужене, 1,3-3 см завтовшки. Корені товсті. Стебла прямостоячі, негалузисті. Прикореневі листки мечоподібні, прямостоячі або злегка зігнуті, 20-60 см завдовжки і 0,6-2 см завширшки. Стеблові листки нечисленні, дрібні, листки обгортки ланцетні, загострені.
Квітконоси несуть по 2 (рідше по 3-5) жовтих або блідо-фіолетових квітки завширшки 5-7 см. Оцвітина складається з 6 еліптичних пелюсток, розташованих в двох колах. Пелюстки зовнішнього кола відігнуті в боки, пелюстки внутрішнього кола стирчать вверх. Трубка оцвітини завдовжки 1 см, втричі коротша за зав'язь. Тичинок 3, вони завдовжки 3 см. Пиляки жовті. Зав'язь нижня, завдовжки 3,5-4 см, ребриста, з тонким видовженим носиком. Плід — тупа циліндрична коробочка зеленкувато-коричневого кольору, завдовжки 6-9 см, завширшки 2-2,5 см. Вона має 6 попарнозближених сильно виступаючих ребер і носик 7-14 мм завдовжки. Насіння помаранчево-коричневе, грушоподібне, зморшкувате, завширшки 5-6 мм.

## Екологія та поширення
Рослина світлолюбна: хоча й переносить легкий затінок, проте при повному освітленні більш стійка до хвороб. Віддає перевагу плодючим, нейтральним або слаболужним, помірно зволоженим, добре дренованим ґрунтам. Переносить засолення ґрунту й літню посуху, але в таких випадках через низьку вологість повітря цвітіння може не відбутися. Зростає на степових схилах, солонцюватих болотах, вологих і солонцюватих луках.
Квітне у травні-червні, плодоносить у липні-серпні. Розмножується вегетативно та насінням. Запилюється метеликами.
Ареал півників солелюбних простирається від півдня Східної Європи до Центральної Азії й Китаю. Він охоплює Румунію, Молдову, південь України та Росії (зокрема, Передкавказзя, Північний Кавказ, Заволжя, південь Західного Сибіру), Узбекистан, Іран, Пакистан, Афганістан, Киргизстан, Монголію, Китай (зокрема, провінції Ґаньсу та Сіньцзян-Уйгурський автономний район).

## Значення і статус виду
В Україні півники солелюбні занесені до Офіційних переліків регіонально рідкісних рослин Дніпропетровської, Миколаївської, Луганської областей. Крім того, заходи щодо їх охорони здійснюються в Харківській і Донецькій областях. На чисельність виду негативно впливають випасання худоби, збирання квітів для букетів, весняні пали.
За межами України вид має охоронний статус у Росії, де занесений до регіональних Червоних книг Воронезької, Омської, Пензенської областей, Республіки Калмикія, Краснодарського та Ставропольского краю.
Завдяки своєрідним витонченим квітам півники солелюбні зрідка культивують як декоративну рослину. Вид поширений переважно у садівників США, в Україні широкиму загалу аматорів практично невідомий. Висаджують його навколо водойм, використовують як тло для більш низьких рослин.

## Систематика
За кольором квіток в межах виду вирізняють два підвиди: Iris halophila halophila (пелюстки жовті) та Iris halophila sogdiana (пелюстки блідо-фіолетові або з жовтим «нігтем»). Загалом півники солелюбні відносяться до видового комплексу Iris spuria s.l., інколи їх навіть розглядають як підвид півників блакитних — Iris spuria halophila.

## Синоніми
- Iris spuria subsp. halophila (Pall.) B.Mathew & Wendelbo
- Iris spuria var. halophila (Pall.) Sims
- Iris spuria subsp. guldenstaedtiana (Lepech.) Soldano
- Xyridion halophilum (Pall.) Klatt